# الکسی کلرو
الکسی کلود دُ کلِرو (به فرانسوی: Alexis Claude de Clairaut؛ ۳ مه ۱۷۱۳ – ۱۷ مه ۱۷۶۵) ریاضی‌دان، ستاره‌شناس، ژئوفیزیک‌دان، و روشنفکر برجستهٔ فرانسوی بود.